# Brian Astbury
Brian Astbury (14. listopadu 1941 – 5. března 2020) byl jihoafrický fotograf, divadelní režisér, učitel herectví a psaní a zakladatel The Space Theatre v Kapském Městě v Jihoafrické republice.

## Raný život
Brian Astbury se narodil 14. listopadu 1941 a vyrostl v jihoafrickém městě Paarl.  Navštěvoval střední školu Paarl Boys a hrál první týmový kriket pro školu před imatrikulací v roce 1959.:s.3 Krátce studoval knihovnictví na univerzitě v Kapském Městě, než kurz opustil.  Svou budoucí manželku potkal v redakci Cape Argus, kde pracovala jako knihovnice a novinářka. :s.2 Poté pracoval jako fotograf pro Capab, organizaci scénických umění v provincii Kapska. Následoval Brycelandovou a Athola Fugarda, když jeho hra Boesman a Lena v roce 1971 cestovala po Anglii 
Úzce spolupracoval se svou ženou Yvonne Brycelandovou a dramatikem Atholem Fugardem, když v květnu 1972 vytvořili nezávislé nerasové divadlo s názvem The Space, které se otevřelo hrou Statements After an Arrest Under the Immorality Act.  Divadlo sídlící ve staré dílně bylo schopno pracovat s nerasovým publikem, protože ke sledování představení v klubu bylo vyžadováno členství. Toto bylo těsně následováno dalšími Fugardovými hrami Sizwe Banzi is Dead v roce 1972 a The Island v roce 1973.  Nedávný dokument o založení a chodu divadla The Space Theatre zdůraznil jeho klíčovou roli při vytvoření prvního nerasového komerčního uměleckého místa v Jihoafrické republice během režimu apartheidu. 
Mezi další dramatiky, jejichž kariéry začaly v The Space, patřili Fatima Dike, Geraldine Aron nebo Paul Slabolepszy.  Divadlo pomohlo nastartovat řadu hereckých a režisérských kariér, které se rozprostíraly jak v Jihoafrické republice, tak na mezinárodních zábavních arénách a zahrnovaly jména jako John Kani, Winston Ntshona, Bill Flynn, Richard E Grant, Pieter Dirk Uys nebo Barney Simon.  :s.3
V The Space byl režisérem filmů Král Slunce, Tisíc klaunů, Tygr, Pamlsky, What the Butler Saw, Children of the Wolf, Dracula, Going to Pot, Old King Cole, Play It Again, Sam a další hry. V roce 1979, kdy se The Space potýkal s finančními problémy, byl přejmenován na The Peoples Space poté, co jej převzali Moyra Fine a Rob Amato. Svou činnost ukončil v roce 1984.:s.6
V roce 1979 se s Brycelandovou přestěhoval do Londýna a stal se vlivným učitelem divadla na Lamda, Mountview Academy of Theatre Arts a hereckých školách East 15. Po svém odchodu do důchodu napsal několik knih o umění herectví a psaní.

## Smrt
Zemřel ve věku 78 let v Londýně dne 5. března 2020 po infarktu v londýnském metru.   Yvonne Brycelandová zemřela v roce 1992; manželé měli dvě dcery.:s.3